# Arte Santeira Piauiense
A Arte Santeira do Piauí é um dos mais reconhecidos trabalhos artesanais do Brasil, incluída pelo Iphan em 2008 no Inventário Nacional de Referências Culturais como patrimônio imaterial do Piauí.
Uma arte muito ligada à religiosidade, habilidade em talhar delicadamente imagens sacras na madeira, em homenagem a seus santos ou ex-votos - peças que simbolizam diferentes partes do corpo, geralmente para marcar o pagamento de alguma promessa ou a concessão de alguma graça por parte do santo protetor. 
A arte santeira é um dos mais importantes produtos da cultura popular, foi muito bem aproveitada pela sabedoria popular e lideranças religiosas que viram nesta manifestação artística uma oportunidade de culto e de decoração de suas igrejas como a Igreja Nossa Senhora de Lourdes (Teresina) tombada pelo Iphan pelos eu acervo etnográfico único.

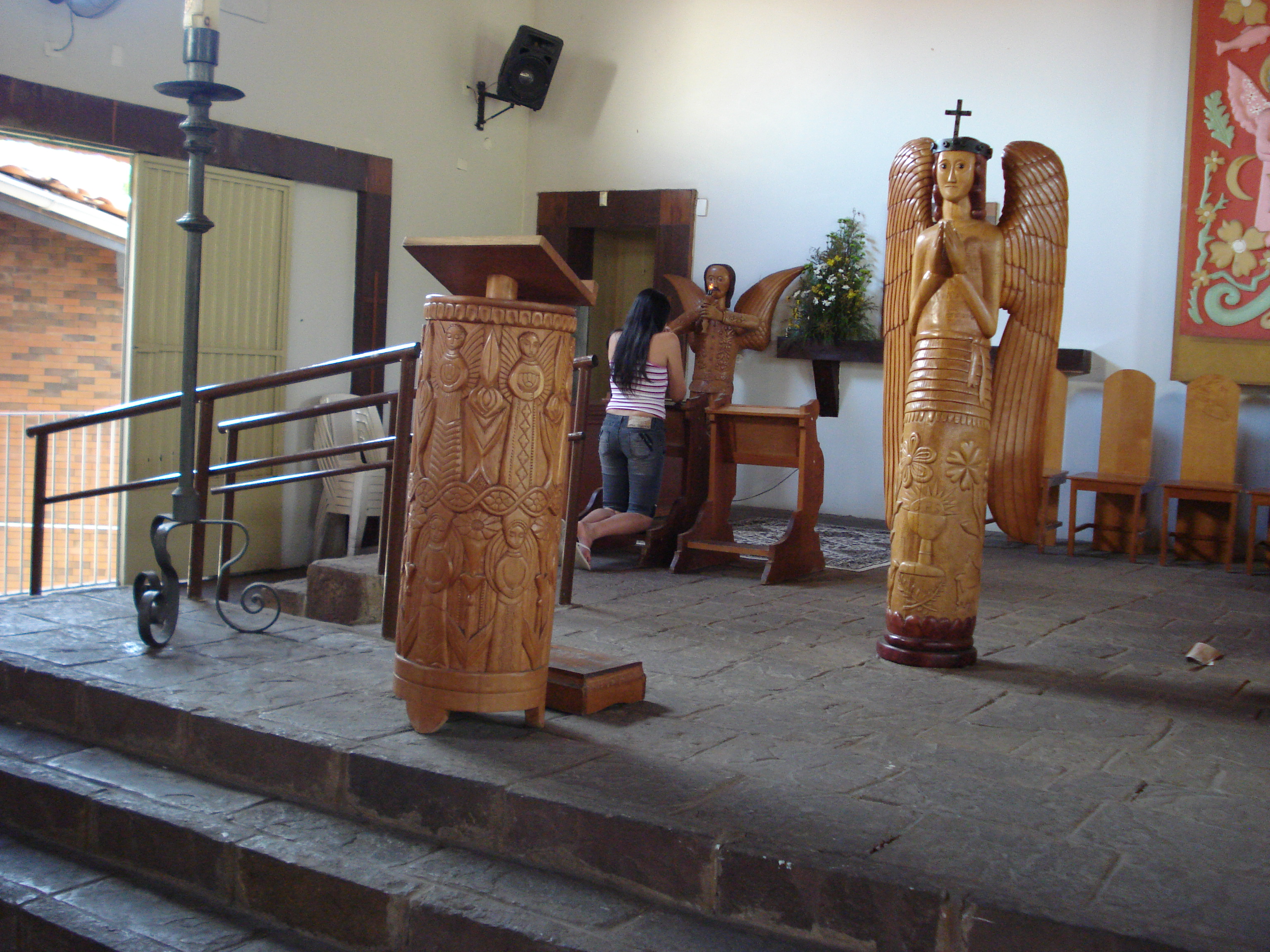
Peças de Mestre Dezinho no altar da Igreja de Lourdes

O artesanato piauiense também é forte atividade turística no Central de Artesanato Mestre Dezinho, em homenagem ao artesão pioneiro na região, o espaço é incluído no roteiro turístico de Teresina com muitas de lojinhas e oficinas artesanais. Além de Mestre Dezinho, Mestre Expedito, Mestre Nico, e tantos outros deixaram um legado na cidade, repleta de ateliês com marceneiros que foram seus aprendizes, fazendo arte com seu modo de produção extraordinário.
A originalidade singular da arte santeira do Piauí vem da sutileza de esculpir em madeira peças de arte únicas, fazendo desse ofício patrimônio imaterial do Brasil.